# Австралийский высокопоточный реактор
Австралийский высокопоточный реактор (англ. High Flux Australian Reactor, HIFAR) — первый ядерный реактор в Австралии. Построен в исследовательском центре Австралийской комиссии по атомной энергии (позже ANSTO) в Лукас Хайтс, Сидней, Австралия.
Реактор находился в эксплуатации с 1958 по 2007 год, Его заменил австралийский легководный реактор с открытым бассейном, также расположенный в Лукас-Хайтс.

## Устройство и назначение
Основанный на принципе работы реактора DIDO в Харвелле, Великобритания, HIFAR охлаждался и замедлялся тяжелой водой. Топливом служил обогащенный уран. Вокруг активной зоны находился графитовый отражатель нейтронов. Как и DIDO, его первоначальной целью было испытание ядерных материалов с использованием высокого нейтронного потока. Это позволяло относительно быстро обработать нейтронами предназначенные для использования в ядерных энергетических реакторах материалы, что количественно было эквивалентно нейтронному облучению за весь ожидаемый срок службы.
Реактор использовался для исследований, в частности экспериментов по дифракции нейтронов, производства легированного нейтронной трансмутацией кремния, а также для производства медицинских и промышленных радиоизотопов.
Реактор вошёл в критическое состояние в 23:15 по местному времени 26 января 1958 года и впервые был запущен на полную тепловую мощность 10 МВт в 1960 году. Исходным топливом был высокообогащенный уран, но с годами уровень обогащения топлива неуклонно снижался в соответствии с международными тенденциями, направленными на снижение опасности переключения топлива исследовательских реакторов на программы вооружений. Реактор завершил переход на низкообогащенное урановое топливо в 2006 году. Из шести построенных реакторов класса DIDO, включая сам DIDO, HIFAR был последним работавшим образцом. Окончательный вывод из эксплуатации реактора начался 30 января 2007 г. и, как ожидается, будет завершен к 2025 г..
12 августа 2006 г. новый мощностью 20 МВт австралийский легководный реактор с открытым бассейном OPAL, расположенный на соседней площадке, вышел из строя.  Он обслуживается тем же комплексом лабораторий дистанционного управления по производству изотопов. Оба реактора работали параллельно в течение шести месяцев, пока проходили испытания и ремонт OPAL. Затем HIFAR был окончательно остановлен, и OPAL взял на себя роль HIFAR как единственного действующего ядерного реактора в Австралии.

## Значение
Реактор внесен в список национальных инженерных памятников компании Engineers Australia в рамках австралийской программы сохранения инженерного наследия.